# Pjotr Buslov
Pjotr Buslov (russisk: Пётр Ви́кторович Бу́слов) (født 1. juni 1976 i Khabarovsk i Sovjetunionen) er en russisk filminstruktør, manuskriptforfatter og skuespiller.

## Filmografi
- Bumer (Бумер, 2003)[1][2]
- Skorost (Korotkoje zamykanije, 2009)
- Vysotskij. Spasibo, tjto zjivoj (Высоцкий. Спасибо, что живой, 2011)